# Mollitrichosiphum glaucae
Mollitrichosiphum glaucae är en insektsart. Mollitrichosiphum glaucae ingår i släktet Mollitrichosiphum och familjen långrörsbladlöss. Inga underarter finns listade i Catalogue of Life.